# Roemenië op de Olympische Zomerspelen 2020
Roemenië nam deel aan de Olympische Zomerspelen 2020 in Tokio, Japan.

## Medailleoverzicht
| Medaille | Naam                                                                              | Sport    | Onderdeel              | Datum   |
| -------- | --------------------------------------------------------------------------------- | -------- | ---------------------- | ------- |
| Goud     | Nicoleta-Ancuța Bodnar Simona Radiș                                               | Roeien   | lichte dubbel-twee (v) | 28 juli |
|          |                                                                                   |          |                        |         |
| Zilver   | Ana Maria Popescu                                                                 | Schermen | degen (v)              | 24 juli |
| Zilver   | Mihăiță Vasile Țigănescu Mugurel Semciuc Ștefan Constantin Berariu Cosmin Pascari | Roeien   | vier-zonder (m)        | 28 juli |
| Zilver   | Marius Cozmiuc Ciprian Tudosă                                                     | Roeien   | twee-zonder (m)        | 29 juli |

## Atleten
| sport        | mannen | vrouwen | totaal |
| ------------ | ------ | ------- | ------ |
| Atletiek     | 4      | 6       | 10     |
| Basketbal    | 0      | 4       | 4      |
| Boksen       | 1      | 1       | 2      |
| Boogschieten | 0      | 1       | 1      |
| Gymnastiek   | 1      | 2       | 3      |
| Judo         | 2      | 1       | 3      |
| Kanovaren    | 2      | 0       | 2      |
| Roeien       | 17     | 19      | 36     |
| Schermen     | 1      | 1       | 2      |
| Schietsport  | 0      | 1       | 1      |
| Tafeltennis  | 1      | 3       | 4      |
| Tennis       | 0      | 3       | 3      |
| Triatlon     | 1      | 0       | 1      |
| Voetbal      | 18     | 0       | 18     |
| Wielersport  | 2      | 0       | 2      |
| Worstelen    | 2      | 3       | 5      |
| Zwemmen      | 3      | 1       | 4      |
| totaal       | 55     | 46      | 101    |

## Sporten

### Atletiek
Mannen
Loopnummers
| atlete          | onderdeel         | series | series | kwartfinale | kwartfinale | halve finale | halve finale | finale  | finale |
| atlete          | onderdeel         | tijd   | rang   | tijd        | rang        | tijd         | rang         | tijd    | rang   |
| --------------- | ----------------- | ------ | ------ | ----------- | ----------- | ------------ | ------------ | ------- | ------ |
| Marius Cocioran | 50km snelwandelen | n.v.t. | n.v.t. | n.v.t.      | n.v.t.      | n.v.t.       | n.v.t.       | 4:01.43 | 24     |

Technische nummers
| atlete          | onderdeel    | kwalificaties | kwalificaties | finale         | finale         |
| atlete          | onderdeel    | afstand       | rang          | afstand        | rang           |
| --------------- | ------------ | ------------- | ------------- | -------------- | -------------- |
| Alin Firfirică  | discuswerpen | 61,90         | 17            | niet geplaatst | niet geplaatst |
| Alexandru Novac | speerwerpen  | 83,27         | 7 q           | 79,29          | 12             |
| Andrei Toader   | kogelstoten  | 19,81         | 26            | niet geplaatst | niet geplaatst |

Vrouwen
Loopnummers
| atlete          | onderdeel | series        | series        | kwartfinale | kwartfinale | halve finale   | halve finale   | finale         | finale         |
| atlete          | onderdeel | tijd          | rang          | tijd        | rang        | tijd           | rang           | tijd           | rang           |
| --------------- | --------- | ------------- | ------------- | ----------- | ----------- | -------------- | -------------- | -------------- | -------------- |
| Andrea Miklos   | 400 m     | terugtrekking | terugtrekking | n.v.t.      | n.v.t.      | niet geplaatst | niet geplaatst | niet geplaatst | niet geplaatst |
| Claudia Bobocea | 1500 m    | 4.09,19       | 11            | n.v.t.      | n.v.t.      | niet geplaatst | niet geplaatst | niet geplaatst | niet geplaatst |

Technische nummers
| atlete             | onderdeel      | kwalificaties | kwalificaties | finale         | finale         |
| atlete             | onderdeel      | afstand       | rang          | afstand        | rang           |
| ------------------ | -------------- | ------------- | ------------- | -------------- | -------------- |
| Daniela Stanciu    | hoogspringen   | 1,90          | 18            | niet geplaatst | niet geplaatst |
| Florentina Marincu | verspringen    | 6,36          | 20            | niet geplaatst | niet geplaatst |
| Alina Rotaru       | verspringen    | 6,51          | 17            | niet geplaatst | niet geplaatst |
| Bianca Ghelber     | kogelslingeren | 71,72         | 11 q          | 74,18          | 6              |

### Basketbal

#### 3x3
Vrouwen
| Olympiër                                                        | Discipline | Resultaat | Prestatie |
| --------------------------------------------------------------- | ---------- | --------- | --------- |
| Claudia Cuic Gabriela Mărginean Ancuţa Stoenescu Sonia Ursu-Kim | 3x3        | 7         | zie onder |

| Groep |                  |             |             |             |            |            |            |        |
| #     | Land             | Wedstrijden | Wedstrijden | Wedstrijden | Doelpunten | Doelpunten | Doelpunten | Punten |
| #     | Land             | GW          | W           | V           | V          | T          | Saldo      | Punten |
| 1     | Verenigde Staten | 7           | 6           | 1           | 136        | 98         | +38        | 12     |
| 2     | Russische ploeg  | 7           | 5           | 2           | 129        | 90         | +39        | 10     |
| 3     | China            | 7           | 5           | 2           | 127        | 97         | +30        | 10     |
| 4     | Japan            | 7           | 5           | 2           | 130        | 97         | +33        | 10     |
| 5     | Frankrijk        | 7           | 4           | 3           | 118        | 116        | +2         | 8      |
| 6     | Italië           | 7           | 2           | 5           | 98         | 125        | -27        | 4      |
| 7     | Roemenië         | 7           | 1           | 6           | 89         | 142        | -53        | 2      |
| 8     | Mongolië         | 7           | 0           | 7           | 79         | 141        | -62        | 0      |

| Ronde        | Datum          | Lokale tijd    | MEZT           | Land             | Score          | Land           |
| ------------ | -------------- | -------------- | -------------- | ---------------- | -------------- | -------------- |
| groepsfase   | 24 juli        | 10:40          | 03:40          | China            | 21 - 10        | Roemenië       |
| groepsfase   | 24 juli        | 14:25          | 07:25          | Japan            | 20 - 8         | Roemenië       |
| groepsfase   | 25 juli        | 10:40          | 03:40          | Italië           | 22 - 14        | Roemenië       |
| groepsfase   | 25 juli        | 17:30          | 10:30          | Verenigde Staten | 22 - 11        | Roemenië       |
| groepsfase   | 26 juli        | 10:40          | 03:40          | Roemenië         | 22 - 14        | Mongolië       |
| groepsfase   | 26 juli        | 14:00          | 07:00          | Russische ploeg  | 21 - 12        | Roemenië       |
| groepsfase   | 27 juli        | 17:00          | 10:00          | Frankrijk        | 22 - 12        | Roemenië       |
|              |                |                |                |                  |                |                |
| kwartfinale  | niet geplaatst | niet geplaatst | niet geplaatst | niet geplaatst   | niet geplaatst | niet geplaatst |
|              |                |                |                |                  |                |                |
| halve finale | niet geplaatst | niet geplaatst | niet geplaatst | niet geplaatst   | niet geplaatst | niet geplaatst |
|              |                |                |                |                  |                |                |
| finale       | niet geplaatst | niet geplaatst | niet geplaatst | niet geplaatst   | niet geplaatst | niet geplaatst |

### Boksen
Mannen
| atleet          | onderdeel    | eerste ronde         | tweede ronde         | kwartfinale          | halve finale         | finale / BM          | finale / BM    |
| atleet          | onderdeel    | tegenstander uitslag | tegenstander uitslag | tegenstander uitslag | tegenstander uitslag | tegenstander uitslag | rang           |
| --------------- | ------------ | -------------------- | -------------------- | -------------------- | -------------------- | -------------------- | -------------- |
| Cosmin Gîrleanu | vlieggewicht | Asenov V 0 - 5       | niet geplaatst       | niet geplaatst       | niet geplaatst       | niet geplaatst       | niet geplaatst |

Vrouwen
| atleet          | onderdeel    | eerste ronde         | tweede ronde         | kwartfinale          | halve finale         | finale / BM          | finale / BM    |
| atleet          | onderdeel    | tegenstander uitslag | tegenstander uitslag | tegenstander uitslag | tegenstander uitslag | tegenstander uitslag | rang           |
| --------------- | ------------ | -------------------- | -------------------- | -------------------- | -------------------- | -------------------- | -------------- |
| Claudia Nechita | vedergewicht | bye                  | Ali W 5 - 0          | Irie V 2 - 3         | niet geplaatst       | niet geplaatst       | niet geplaatst |

### Boogschieten
Vrouwen
| atleet               | onderdeel   | plaatsingsronde | plaatsingsronde | eerste ronde         | tweede ronde         | derde ronde          | kwartfinale          | halve finale         | finale / BM          | finale / BM |
| atleet               | onderdeel   | score           | rang            | tegenstander uitslag | tegenstander uitslag | tegenstander uitslag | tegenstander uitslag | tegenstander uitslag | tegenstander uitslag | rang        |
| -------------------- | ----------- | --------------- | --------------- | -------------------- | -------------------- | -------------------- | -------------------- | -------------------- | -------------------- | ----------- |
| Mădălina Amăistroaie | individueel | 634             | 37              | Long X V 2 – 6       | niet geplaatst       | niet geplaatst       | niet geplaatst       | niet geplaatst       | niet geplaatst       | 33          |

### Gymnastiek

#### Turnen
Mannen
| atleet            | toestel | kwalificaties | kwalificaties | finale         | finale         |
| atleet            | toestel | score         | rang          | score          | rang           |
| ----------------- | ------- | ------------- | ------------- | -------------- | -------------- |
| Marian Drăgulescu | sprong  | 13,999        | 16            | niet geplaatst | niet geplaatst |

Vrouwen
| atlete          | onderdeel | kwalificatie | kwalificatie | kwalificatie | kwalificatie | kwalificatie | kwalificatie | finale         | finale         | finale         | finale         | finale         | finale         |
| atlete          | onderdeel | toestel      | toestel      | toestel      | toestel      | totaal       | positie      | toestel        | toestel        | toestel        | toestel        | totaal         | positie        |
| atlete          | onderdeel | sprong       | brug         | balk         | vloer        | totaal       | positie      | sprong         | brug           | balk           | vloer          | totaal         | positie        |
| --------------- | --------- | ------------ | ------------ | ------------ | ------------ | ------------ | ------------ | -------------- | -------------- | -------------- | -------------- | -------------- | -------------- |
| Larisa Iordache | balk      | n.v.t.       | n.v.t.       | 14,133       | n.v.t.       | 14,133       | 4 Q          | niet gestart   | niet gestart   | niet gestart   | niet gestart   | niet gestart   | niet gestart   |
| Maria Holbură   | meerkamp  | 13,166       | 11,100       | 12,700       | 12,200       | 49,166       | 65           | niet geplaatst | niet geplaatst | niet geplaatst | niet geplaatst | niet geplaatst | niet geplaatst |

### Judo
Mannen
| atleet            | onderdeel | eerste ronde         | tweede ronde         | derde ronde          | kwartfinale          | halve finale         | herkansing           | finale / BM          | finale / BM    |
| atleet            | onderdeel | tegenstander uitslag | tegenstander uitslag | tegenstander uitslag | tegenstander uitslag | tegenstander uitslag | tegenstander uitslag | tegenstander uitslag | rang           |
| ----------------- | --------- | -------------------- | -------------------- | -------------------- | -------------------- | -------------------- | -------------------- | -------------------- | -------------- |
| Alexandru Raicu   | −73 kg    | bye                  | Ono V 0–10           | niet geplaatst       | niet geplaatst       | niet geplaatst       | niet geplaatst       | niet geplaatst       | niet geplaatst |
| Vlăduț Simionescu | +100 kg   | n.v.t.               | Omar W 10-0          | Khammo V 0-1         | niet geplaatst       | niet geplaatst       | niet geplaatst       | niet geplaatst       | niet geplaatst |

Vrouwen
| atlete        | onderdeel | eerste ronde         | tweede ronde         | derde ronde          | kwartfinale          | halve finale         | herkansing           | finale / BM          | finale / BM    |
| atlete        | onderdeel | tegenstander uitslag | tegenstander uitslag | tegenstander uitslag | tegenstander uitslag | tegenstander uitslag | tegenstander uitslag | tegenstander uitslag | rang           |
| ------------- | --------- | -------------------- | -------------------- | -------------------- | -------------------- | -------------------- | -------------------- | -------------------- | -------------- |
| Andreea Chițu | −52 kg    | n.v.t.               | Nguyễn T T T W 10-0  | Giuffrida V 0-10     | niet geplaatst       | niet geplaatst       | niet geplaatst       | niet geplaatst       | niet geplaatst |

### Kanovaren

#### Sprint
Mannen
| atleet                           | onderdeel  | series   | series | kwartfinale | kwartfinale | halve finale   | halve finale   | finale         | finale         |
| atleet                           | onderdeel  | tijd     | rang   | tijd        | rang        | tijd           | rang           | tijd           | rang           |
| -------------------------------- | ---------- | -------- | ------ | ----------- | ----------- | -------------- | -------------- | -------------- | -------------- |
| Cătălin Chirilă                  | C-1 1000 m | 4.05,617 | 1 HF   | bye         | bye         | 4.09,397       | 6 FB           | 4.03,973       | 11             |
| Victor Mihalachi                 | C-1 1000 m | 4.39,865 | 5 KF   | 4.15,007    | 5           | niet geplaatst | niet geplaatst | niet geplaatst | niet geplaatst |
| Cătălin Chirilă Victor Mihalachi | C-2 1000 m | 4.00,459 | 5 KF   | 3.51,565    | 3 HF        | 3.27,399       | 2 FA           | 3.29,285       | 5              |

### Roeien
Mannen
| atleet | onderdeel   | series  | series | herkansingen | herkansingen | kwartfinale | kwartfinale | halve finale | halve finale | finale         | finale         |
| atleet | onderdeel   | tijd    | rang   | tijd         | rang         | tijd        | rang        | tijd         | rang         | tijd           | rang           |
| --- | ----------- | ------- | ------ | ------------ | ------------ | ----------- | ----------- | ------------ | ------------ | -------------- | -------------- |
| Marian Enache Ioan Prundeanu | dubbel-twee | 6.13,62 | 3 HA/B | bye          | bye          | n.v.t.      | n.v.t.      | 6.29,55      | 5 FB         | 6.16,86        | 9              |
| Marius Cozmiuc Ciprian Tudosă | twee-zonder | 6.33,86 | 1 HA/B | bye          | bye          | n.v.t.      | n.v.t.      | 6.13,51      | 1 FA         | 6.16,58        | Zilver         |
| Ştefan-Constantin Berariu Cosmin Pascari Mugurel Vasile Semciuc Mihăiță Vasile Țigănescu                                                                                   | vier-zonder | 6.03,51 | 4 H    | 6.09,72      | 1 FA         | n.v.t.      | n.v.t.      | n.v.t.       | n.v.t.       | 5.43,13        | Zilver         |
| Vlad Dragoș Aicoboae Sergiu-Vasile Bejan Alexandru Petrișor Chioseaua Florin-Nicolae Arteni-Fîntînariu Ciprian Huc Florin-Sorin Lehaci Constantin Radu Adrian Munteanu (s} | acht        | 5.39,84 | 3 H    | 5.27,14      | 5            | n.v.t.      | n.v.t.      | n.v.t.       | n.v.t.       | niet geplaatst | niet geplaatst |

Vrouwen
| atlete | onderdeel          | series  | series | herkansingen | herkansingen | kwartfinale | kwartfinale | halve finale | halve finale | finale  | finale |
| atlete | onderdeel          | tijd    | rang   | tijd         | rang         | tijd        | rang        | tijd         | rang         | tijd    | rang   |
| --- | ------------------ | ------- | ------ | ------------ | ------------ | ----------- | ----------- | ------------ | ------------ | ------- | ------ |
| Nicoleta-Ancuța Bodnar Simona Radiș | dubbel-twee        | 6.49,79 | 1 HA/B | bye          | bye          | n.v.t.      | n.v.t.      | 7.04,31      | 1 FA         | 6.41,03 | Goud   |
| Gianina-Elena Beleagă Ionela-Livia Cozmiuc | lichte dubbel-twee | 7.01,74 | 1 HA/B | bye          | bye          | n.v.t.      | n.v.t.      | 6.42,08      | 3 FA         | 6.49,40 | 6      |
| Adriana Ailincăi Iuliana Buhuş | twee-zonder        | 7.20,36 | 2 HA/B | bye          | bye          | n.v.t.      | n.v.t.      | 6.58,55      | 4 FB         | 7.01,02 | 9      |
| Roxana Anghel Mădălina Hegheș Elena Logofătu Cristina Georgiana Popescu                                                                                       | vier-zonder        | 6.40,02 | 3 H    | 6.47,38      | 3 FB         | n.v.t.      | n.v.t.      | n.v.t.       | n.v.t.       | 6.35,12 | 9      |
| Viviana-Iuliana Bejinariu Amalia Bereș Mădălina Bereș Georgiana Dedu Maria-Magdalena Rusu Denisa Tîlvescu Maria Tivodariu Ioana Vrînceanu Daniela Druncea (s) | acht               | 6.09,95 | 2 H    | 5.52,99      | 1 FA         | n.v.t.      | n.v.t.      | n.v.t.       | n.v.t.       | 6.04,06 | 6      |

Legenda: FA=finale A (medailles); FB=finale B (geen medailles); FC=finale C (geen medailles); FD=finale D (geen medailles); FE=finale E (geen medailles); FF=finale F (geen medailles); HA/B=halve finale A/B; HC/D=halve finale C/D; HE/F=halve finale E/F; KF=kwartfinale; H=herkansing

### Schermen
Mannen
| atleet          | onderdeel | eerste ronde         | tweede ronde         | derde ronde          | kwartfinale          | halve finale         | finale / BM          | finale / BM    |
| atleet          | onderdeel | tegenstander uitslag | tegenstander uitslag | tegenstander uitslag | tegenstander uitslag | tegenstander uitslag | tegenstander uitslag | rang           |
| --------------- | --------- | -------------------- | -------------------- | -------------------- | -------------------- | -------------------- | -------------------- | -------------- |
| Iulian Teodosiu | sabel     | Mamutov W 15 - 11    | Curatoli W 15 - 13   | Berrè V 12 - 15      | niet geplaatst       | niet geplaatst       | niet geplaatst       | niet geplaatst |

Vrouwen
| atlete            | onderdeel | eerste ronde         | tweede ronde         | derde ronde          | kwartfinale          | halve finale         | finale / BM          | finale / BM |
| atlete            | onderdeel | tegenstander uitslag | tegenstander uitslag | tegenstander uitslag | tegenstander uitslag | tegenstander uitslag | tegenstander uitslag | rang        |
| ----------------- | --------- | -------------------- | -------------------- | -------------------- | -------------------- | -------------------- | -------------------- | ----------- |
| Ana Maria Popescu | degen     | bye                  | Tikanah V 15 - 10    | Song S-r W 15 - 6    | Beljajeva W 15 - 8   | Lehis W 15 - 11      | Sun Y V 10 - 11      | Zilver      |

### Schietsport
Vrouwen
| atlete               | onderdeel        | kwalificaties | kwalificaties | finale         | finale         |
| atlete               | onderdeel        | punten        | rang          | punten         | rang           |
| -------------------- | ---------------- | ------------- | ------------- | -------------- | -------------- |
| Laura-Georgeta Coman | 10 m luchtgeweer | 628,0         | 9             | niet geplaatst | niet geplaatst |

### Tafeltennis
Mannen
| atleet         | onderdeel | voorronde            | eerste ronde         | tweede ronde         | derde ronde          | vierde ronde         | kwartfinale          | halve finale         | finale / BM          | finale / BM    |
| atleet         | onderdeel | tegenstander uitslag | tegenstander uitslag | tegenstander uitslag | tegenstander uitslag | tegenstander uitslag | tegenstander uitslag | tegenstander uitslag | tegenstander uitslag | rang           |
| -------------- | --------- | -------------------- | -------------------- | -------------------- | -------------------- | -------------------- | -------------------- | -------------------- | -------------------- | -------------- |
| Ovidiu Ionescu | enkelspel | bye                  | Yan W 4 - 1          | Tsuboi V 1 - 4       | niet geplaatst       | niet geplaatst       | niet geplaatst       | niet geplaatst       | niet geplaatst       | niet geplaatst |

Vrouwen
| atleet                                           | onderdeel | voorronde            | eerste ronde         | tweede ronde         | derde ronde          | vierde ronde         | kwartfinale          | halve finale         | finale / BM          | finale / BM    |                |
| atleet                                           | onderdeel | tegenstander uitslag | tegenstander uitslag | tegenstander uitslag | tegenstander uitslag | tegenstander uitslag | tegenstander uitslag | tegenstander uitslag | tegenstander uitslag | rang           |                |
| ------------------------------------------------ | --------- | -------------------- | -------------------- | -------------------- | -------------------- | -------------------- | -------------------- | -------------------- | -------------------- | -------------- | -------------- |
| Prithika Pavade                                  | enkelspel | bye                  | bye                  | bye                  | Sawettabut V 1 - 4   | niet geplaatst       | niet geplaatst       | niet geplaatst       | niet geplaatst       | niet geplaatst | niet geplaatst |
| Bernadette Szőcs                                 | enkelspel | bye                  | bye                  | bye                  | Liu V 2 - 4          | niet geplaatst       | niet geplaatst       | niet geplaatst       | niet geplaatst       | niet geplaatst |                |
| Daniela Dodean Elizabeta Samara Bernadette Szőcs | team      | n.v.t.               | n.v.t.               | n.v.t.               | n.v.t.               | Egypte W 3 - 0       | Hongkong V 1 - 3     | niet geplaatst       | niet geplaatst       | niet geplaatst |                |

Gemengd
| atleet                          | onderdeel  | eerste ronde              | kwartfinale          | halve finale         | finale / BM          | finale / BM |
| atleet                          | onderdeel  | tegenstander uitslag      | tegenstander uitslag | tegenstander uitslag | tegenstander uitslag | rang        |
| ------------------------------- | ---------- | ------------------------- | -------------------- | -------------------- | -------------------- | ----------- |
| Ovidiu Ionescu Bernadette Szőcs | dubbelspel | Pištej / Balážová W 4 - 1 | Xu / Liu V 0 - 4     | niet geplaatst       | niet geplaatst       |             |

### Tennis
Vrouwen
| atlete                        | onderdeel  | eerste ronde               | tweede ronde                          | derde ronde                    | kwartfinale          | halve finale         | finale / BM          | finale / BM    |
| atlete                        | onderdeel  | tegenstander uitslag       | tegenstander uitslag                  | tegenstander uitslag           | tegenstander uitslag | tegenstander uitslag | tegenstander uitslag | rang           |
| ----------------------------- | ---------- | -------------------------- | ------------------------------------- | ------------------------------ | -------------------- | -------------------- | -------------------- | -------------- |
| Mihaela Buzărnescu            | enkelspel  | Riske W 6-7(0-7), 7-5, 6-4 | Vondroušová V 1-6, 2-6                | niet geplaatst                 | niet geplaatst       | niet geplaatst       | niet geplaatst       | niet geplaatst |
| Monica Niculescu Raluca Olaru | dubbelspel | n.v.t.                     | Chan H-c / Latisha W 7-5, 1-6, [10-6] | Perez / Stosur V 6-7(3-7), 5-7 | niet geplaatst       | niet geplaatst       | niet geplaatst       | niet geplaatst |

### Triatlon
Individueel
| Atleet         | Evenement | Zwemmen(1.5 km) | Rang 1 | Fietsen (40 km) | Rang 2 | Lopen(10 km) | Totaal Tijd | Ranking |
| -------------- | --------- | --------------- | ------ | --------------- | ------ | ------------ | ----------- | ------- |
| Felix Duchampt | Mannen    | 18.39           |        | 57.42           |        | 31.38        | 1.40.06     | 36      |

### Voetbal
Mannen
| Atleten | Discipline | Resultaat  | Prestatie |
| --- | ---------- | ---------- | --------- |
| Mihai Popa Radu Boboc Florin Ștefan Alex Pașcanu Tudor Băluță Virgil Ghiță Ion Gheorghe Marius Marin George Ganea Andrei Ciobanu Valentin Gheorghe Mihai Aioani Eduard Florescu Andrei Rațiu Andrei Chindriș Ronaldo Deaconu Ricardo Grigore Marco Dulca Andrei Sîntean Alex Dobre Antonio Sefer Ștefan Târnovanu | mannen     | groepsfase | zie onder |

| Groep |               |             |             |             |             |            |            |            |        |
| #     | Land          | Wedstrijden | Wedstrijden | Wedstrijden | Wedstrijden | Doelpunten | Doelpunten | Doelpunten | Punten |
| #     | Land          | G           | W           | G           | V           | V          | T          | Saldo      | Punten |
| 1     | Zuid-Korea    | 3           | 2           | 0           | 1           | 10         | 1          | +9         | 6      |
| 2     | Nieuw-Zeeland | 3           | 1           | 1           | 1           | 3          | 3          | 0          | 4      |
| 3     | Roemenië      | 3           | 1           | 1           | 1           | 1          | 4          | -3         | 4      |
| 4     | Honduras      | 3           | 1           | 0           | 2           | 3          | 9          | -6         | 3      |

| Ronde        | Datum          | Lokale tijd    | MEZT           | Land           | Score          | Land           |  |
| ------------ | -------------- | -------------- | -------------- | -------------- | -------------- | -------------- |  |
| groepsfase   |                |                |                |                |                |                |  |
| 22 juli 2021 | 20:00          | 13:00          | Honduras       | 0 - 1          | Roemenië       |                |  |
| 25 juli 2021 | 20:00          | 13:00          | Roemenië       | 0 - 4          | Zuid-Korea     |                |  |
| 28 juli 2021 | 17:30          | 10:30          | Roemenië       | 0 - 0          | Nieuw-Zeeland  |                |  |
|              |                |                |                |                |                |                |  |
| kwartfinale  | niet geplaatst | niet geplaatst | niet geplaatst | niet geplaatst | niet geplaatst | niet geplaatst |  |
|              |                |                |                |                |                |                |  |
| halve finale | niet geplaatst | niet geplaatst | niet geplaatst | niet geplaatst | niet geplaatst | niet geplaatst |  |
|              |                |                |                |                |                |                |  |
| finale       | niet geplaatst | niet geplaatst | niet geplaatst | niet geplaatst | niet geplaatst | niet geplaatst |  |

### Wielersport

#### Mountainbiken
Mannen
| atleet       | onderdeel    | tijd          | rang |
| ------------ | ------------ | ------------- | ---- |
| Vlad Dascalu | mountainbike | 1:26:03 +0:49 | 7    |

#### Wegwielrennen
Mannen
| atleet               | onderdeel    | tijd | rang |
| -------------------- | ------------ | ---- | ---- |
| Eduard-Michael Grosu | wegwedstrijd | DNF  | DNF  |

### Worstelen

#### Grieks-Romeins
Mannen
| atleet               | onderdeel | eerste ronde         | kwartfinale          | halve finale         | herkansing           | finale / BM          | finale / BM |
| atleet               | onderdeel | tegenstander uitslag | tegenstander uitslag | tegenstander uitslag | tegenstander uitslag | tegenstander uitslag | rang        |
| -------------------- | --------- | -------------------- | -------------------- | -------------------- | -------------------- | -------------------- | ----------- |
| Alin Alexuc-Ciurariu | −130 kg   | López V 0 - 9        | niet geplaatst       | niet geplaatst       | Mirzazadeh V 1 - 5   | niet geplaatst       | 12          |

#### Vrije Stijl
Mannen
| atleet         | onderdeel | eerste ronde         | kwartfinale          | halve finale         | herkansing           | finale / BM          | finale / BM    |
| atleet         | onderdeel | tegenstander uitslag | tegenstander uitslag | tegenstander uitslag | tegenstander uitslag | tegenstander uitslag | rang           |
| -------------- | --------- | -------------------- | -------------------- | -------------------- | -------------------- | -------------------- | -------------- |
| Albert Saritov | −97 kg    | Conyedo V 1 - 6      | niet geplaatst       | niet geplaatst       | niet geplaatst       | niet geplaatst       | niet geplaatst |

Vrouwen
| atlete        | onderdeel | eerste ronde           | kwartfinale          | halve finale         | herkansing           | finale / BM          | finale / BM    |
| atlete        | onderdeel | tegenstander uitslag   | tegenstander uitslag | tegenstander uitslag | tegenstander uitslag | tegenstander uitslag | rang           |
| ------------- | --------- | ---------------------- | -------------------- | -------------------- | -------------------- | -------------------- | -------------- |
| Alina Vuc     | −50 kg    | Selishka V 0 - 6       | niet geplaatst       | niet geplaatst       | niet geplaatst       | niet geplaatst       | niet geplaatst |
| Andreea Ana   | −53 kg    | Kaladzinskaya V 0 - 10 | niet geplaatst       | niet geplaatst       | niet geplaatst       | niet geplaatst       | niet geplaatst |
| Kriszta Incze | −62 kg    | Sastin W 3 - 1         | Tynybekova V 0 - 6   | niet geplaatst       | Grigorjeva V 7 - 14  | niet geplaatst       | 8              |

### Zwemmen
Mannen
| atleet         | onderdeel         | series  | series | halve finale   | halve finale   | finale         | finale         |
| atleet         | onderdeel         | tijd    | rang   | tijd           | rang           | tijd           | rang           |
| -------------- | ----------------- | ------- | ------ | -------------- | -------------- | -------------- | -------------- |
| Daniel Martin  | 100 m vlinderslag | 55,09   | 53     | niet geplaatst | niet geplaatst | niet geplaatst | niet geplaatst |
| Daniel Martin  | 100 m rugslag     | 56,91   | 38     | niet geplaatst | niet geplaatst | niet geplaatst | niet geplaatst |
| Robert Glință  | 100 m rugslag     | 53,67   | 12 Q   | 53,20          | 8 Q            | 52,95          | 8              |
| Robert Glință  | 200 m rugslag     | 1.59,18 | 26     | niet geplaatst | niet geplaatst | niet geplaatst | niet geplaatst |
| David Popovici | 50 m vrije slag   | 27,77   | 40     | niet geplaatst | niet geplaatst | niet geplaatst | niet geplaatst |
| David Popovici | 100 m vrije slag  | 48,03   | 8 Q    | 47,72          | 5 Q            | 48,04          | 7              |
| David Popovici | 200 m vrije slag  | 1.45,32 | 4 Q    | 1.45,68        | 7 Q            | 1.44,68        | 4              |

Vrouwen
| atleet                | onderdeel        | series | series | halve finale   | halve finale   | finale         | finale         |
| atleet                | onderdeel        | tijd   | rang   | tijd           | rang           | tijd           | rang           |
| --------------------- | ---------------- | ------ | ------ | -------------- | -------------- | -------------- | -------------- |
| Bianca-Andreea Costea | 50 m vrije slag  | 25,61  | 31     | niet geplaatst | niet geplaatst | niet geplaatst | niet geplaatst |
| Bianca-Andreea Costea | 100 m vrije slag | 56,35  | 35     | niet geplaatst | niet geplaatst | niet geplaatst | niet geplaatst |